# M5 (Стамбульський метрополітен)
Лінія M5 або офіційно M5 Ускюдар – Чекмекьой — лінія Стамбульського метрополітену, відкрита 15 грудня 2017 року. Це друга лінія стамбульського метро на анатолійській (азійській) стороні Стамбула, перша лінія — M4 — в експлуатації з серпня 2012 року. Це перша безпілотна лінія стамбульського метро.
Будівництво лінії завдовжки 20 км у напрямку захід — схід із 16 станціями між Ускюдар та Чекмекьой та ССГ до депо завдовжки 3 км було розпочато 20 березня 2012 року. Кошторисна вартість робіт — 564 млн євро, лінія побудована Doğuş Group.
Лінію обслуговують 126 вагонів Mitsubishi.
У грудні 2017 було запущено частину лінії між станціями Ускюдар та Яманевлер довжиною 10,5 км, час в дорозі складає 17 хвилин.

## Станції

Station list of the Üsküdar–Çekmeköy-Sultanbeyli metro line